# Paraphlegopteryx meyi
Paraphlegopteryx meyi är en nattsländeart som beskrevs av Weaver, Iii 1999. Paraphlegopteryx meyi ingår i släktet Paraphlegopteryx och familjen kantrörsnattsländor. Inga underarter finns listade i Catalogue of Life.